# Wahlkreis Frankfurt am Main VI
Der Wahlkreis Frankfurt am Main VI (oder Wahlkreis 39) ist einer von sechs Landtagswahlkreisen im Stadtgebiet der kreisfreien Stadt Frankfurt am Main in Hessen. Er umfasst die Ortsteile Bergen-Enkheim, Berkersheim, Bonames, Eckenheim, Fechenheim, Frankfurter Berg, Harheim, Kalbach-Riedberg, Nieder-Erlenbach, Nieder-Eschbach, Preungesheim, Riederwald und Seckbach im Nordosten der Stadt.
Wahlberechtigt waren bei der letzten Landtagswahl 72.566 der rund 113.000 Einwohner des Wahlkreises.
Der Wahlkreis wurde durch ein Gesetz gegenüber der Landtagswahl 2013 angepasst.

## Wahl 2023
| Landtagswahl in Hessen 2023 – WK Frankfurt am Main VIZweitstimmen %403020100 35,5 %19,8 %14,9 %12,1 %5,3 %4,2 %2,0 %1,9 %1,2 %1,1 %0,4 %1,6 % CDUGrüneSPDAfDFDPLinkeFWVoltTierschutzPARTEIBasisSonst.Gewinne und Verlusteim Vergleich zu 2018 %p 12 10 8 6 4 2 0 −2 −4 −6+10,4 %p−3,4 %p−4,3 %p+1,6 %p−2,4 %p−4,3 %p−0,1 %p+1,9 %p+0,2 %p+0,4 %p+0,4 %p−0,4 %pCDUGrüneSPDAfDFDPLinkeFWVoltTierschutzPARTEIBasisSonst. |

| Gegenstand der Nachweisung | Gegenstand der Nachweisung | Erst- stimmen | Erst- stimmen | Zweit- stimmen | Zweit- stimmen |
| Bewerber                   | Partei                     | Anzahl        | %             | Anzahl         | %              |
| -------------------------- | -------------------------- | ------------- | ------------- | -------------- | -------------- |
| Wahlberechtigte            | Wahlberechtigte            | 72.855        | 72.855        | 72.855         | 72.855         |
| Wähler                     | Wähler                     | 45.299        | 45.299        | 45.299         | 62,2           |
| Ungültige Stimmen          | Ungültige Stimmen          | 546           | 1,2           | 530            | 1,2            |
| Gültige Stimmen            | Gültige Stimmen            | 44.753        | 98,8          | 44.769         | 98,8           |
| davon                      |                            |               |               |                |                |
| Boris Rhein                | CDU                        | 17.990        | 40,2          | 15.899         | 35,5           |
| Nilab Alokuzay-Kiesinger   | Grüne                      | 8.035         | 18,0          | 8.859          | 19,8           |
| Stefanie Minkley           | SPD                        | 7.672         | 17,1          | 6.690          | 14,9           |
| John Csapó                 | AfD                        | 4.841         | 10,8          | 5.403          | 12,1           |
| Eva Bieber                 | FDP                        | 1.879         | 4,2           | 2.352          | 5,3            |
| Monika Christann           | Linke                      | 1.813         | 4,1           | 1.880          | 4,2            |
| Werner Rudloff             | Freie Wähler               | 1.053         | 2,4           | 913            | 2,0            |
|                            | Tierschutzpartei           |               |               | 537            | 1,2            |
| Michael Götz-Pijl          | Die PARTEI                 | 742           | 1,7           | 479            | 1,1            |
|                            | Piraten                    |               |               | 116            | 0,3            |
|                            | ÖDP                        | 91            | 0,2           |                |                |
|                            | P. f. schulm. Verjf.       | 44            | 0,1           |                |                |
|                            | V-Partei³                  | 119           | 0,3           |                |                |
|                            | PdH                        | 86            | 0,2           |                |                |
|                            | ABG                        | 67            | 0,1           |                |                |
|                            | APPD                       | 30            | 0,1           |                |                |
|                            | Basis                      | 186           | 0,4           |                |                |
|                            | DKP                        | 48            | 0,1           |                |                |
|                            | DIE NEUE MITTE             | 17            | 0,0           |                |                |
| Nico Richter               | Volt                       | 728           | 1,6           | 849            | 1,9            |
|                            | Klimaliste                 |               |               | 104            | 0,2            |

## Wahl 2018
| Gegenstand der Nachweisung | Gegenstand der Nachweisung | Wahlkreis- stimmen | Wahlkreis- stimmen | Landes- stimmen | Landes- stimmen |
| Kreiswahlbewerber          | Partei                     | Anzahl             | %                  | Anzahl          | %               |
| -------------------------- | -------------------------- | ------------------ | ------------------ | --------------- | --------------- |
| Wahlberechtigte            | Wahlberechtigte            | 80.099             | 100,0              | 80.099          | 100,0           |
| Wähler                     | Wähler                     | 51.651             | 64,5               | 51.651          | 64,5            |
| Ungültige Stimmen          | Ungültige Stimmen          | 1.062              | 2,1                | 876             | 1,7             |
| Gültige Stimmen            | Gültige Stimmen            | 50.589             | 100,0              | 50.775          | 100,0           |
| davon                      |                            |                    |                    |                 |                 |
| Boris Rhein                | CDU                        | 14.405             | 28,5               | 12.766          | 25,1            |
| Susanne Kassold            | SPD                        | 11.176             | 22,0               | 9.732           | 19,2            |
| Taylan Burcu               | GRÜNE                      | 10.789             | 21,2               | 11.785          | 23,2            |
| Daniela Mehler-Würzbach    | LINKE                      | 3.897              | 7,7                | 4.323           | 8,5             |
| Norbert Wied               | FDP                        | 3.468              | 6,8                | 3.922           | 7,7             |
| Mary Khan                  | AfD                        | 4.858              | 9,6                | 5.346           | 10,5            |
| –                          | PIRATEN                    | –                  | –                  | 211             | 0,4             |
| Eric Pärisch               | FREIE WÄHLER               | 1.416              | 2,8                | 1.051           | 2,1             |
| –                          | NPD                        | –                  | –                  | 65              | 0,1             |
| Oliver Bechtoldt           | Die Partei                 | 673                | 1,3                | 351             | 0,7             |
| –                          | ödp                        | –                  | –                  | 115             | 0,2             |
| –                          | Die Grauen                 | –                  | –                  | 119             | 0,2             |
| –                          | BüSo                       | –                  | –                  | 7               | 0,0             |
| –                          | AD-Demokraten              | –                  | –                  | 55              | 0,1             |
| –                          | Bündnis C                  | –                  | –                  | 62              | 0,1             |
| –                          | BGE                        | –                  | –                  | 48              | 0,1             |
| –                          | Die Violetten              | –                  | –                  | 33              | 0,1             |
| –                          | LKR                        | –                  | –                  | 26              | 0,1             |
| –                          | Menschliche Welt           | –                  | –                  | 23              | 0,0             |
| –                          | Die Humanisten             | –                  | –                  | 70              | 0,1             |
| –                          | Gesundheitsforschung       | –                  | –                  | 56              | 0,1             |
| –                          | Tierschutzpartei           | –                  | –                  | 500             | 1,0             |
| Alexandra Munir-Muuß       | V-Partei³                  | 151                | 0,3                | 109             | 0,2             |

Neben dem direkt gewählten Wahlkreisabgeordneten Boris Rhein (CDU) wurde der Grünen-Kandidat Taylan Burcu über die Landesliste seiner Partei gewählt.

## Wahl 2013
| Gegenstand der Nachweisung | Gegenstand der Nachweisung | Wahlkreis- stimmen | Wahlkreis- stimmen | Landes- stimmen | Landes- stimmen |
| Kreiswahlbewerber/in       | Partei                     | Anzahl             | %                  | Anzahl          | %               |
| -------------------------- | -------------------------- | ------------------ | ------------------ | --------------- | --------------- |
| Wahlberechtigte            | Wahlberechtigte            | 77.269             | 100,0              | 77.269          | 100,0           |
| Wähler                     | Wähler                     | 54.561             | 70,6               | 54.561          | 70,6            |
| Ungültige Stimmen          | Ungültige Stimmen          | 1.958              | 3,6                | 1.317           | 2,4             |
| Gültige Stimmen            | Gültige Stimmen            | 52.603             | 100,0              | 53.244          | 100,0           |
| davon                      |                            |                    |                    |                 |                 |
| Boris Rhein                | CDU                        | 22.519             | 42,8               | 19.436          | 36,5            |
| Andrea Ypsilanti           | SPD                        | 16.690             | 31,7               | 14.979          | 28,1            |
| Thorsten Lieb              | FDP                        | 1.780              | 3,4                | 3.091           | 5,8             |
| Helmut Seuffert            | GRÜNE                      | 6.627              | 12,6               | 7.456           | 14,0            |
| Sigmar Kleinert            | LINKE                      | 3.420              | 6,5                | 3.593           | 6,7             |
| –                          | FREIE WÄHLER               | x                  | x                  | 595             | 1,1             |
| –                          | NPD                        | x                  | x                  | 416             | 0,8             |
| –                          | REP                        | x                  | x                  | 134             | 0,3             |
| Herbert Förster            | PIRATEN                    | 1.567              | 3,0                | 1.091           | 2,0             |
| –                          | BüSo                       | x                  | x                  | 27              | 0,1             |
| –                          | ADd                        | x                  | x                  | 73              | 0,1             |
| –                          | Die Grauen                 | x                  | x                  | 69              | 0,1             |
| –                          | AfD                        | x                  | x                  | 1.865           | 3,5             |
| –                          | AVIP                       | x                  | x                  | 37              | 0,1             |
| –                          | LUPe                       | x                  | x                  | 38              | 0,1             |
| –                          | ÖDP                        | x                  | x                  | 66              | 0,1             |
| –                          | Die PARTEI                 | x                  | x                  | 254             | 0,5             |
| –                          | PSG                        | x                  | x                  | 24              | 0,0             |

Neben Boris Rhein als Gewinner des Direktmandats ist aus dem Wahlkreis noch Andrea Ypsilanti über die Landesliste in den Landtag eingezogen.

## Wahl 2009
Wahlkreisergebnis der Landtagswahl in Hessen 2009:
| Gegenstand der Nachweisung | Gegenstand der Nachweisung | Wahlkreis- stimmen | Wahlkreis- stimmen | Landes- stimmen | Landes- stimmen |
| Bewerber                   | Partei                     | Anzahl             | %                  | Anzahl          | %               |
| -------------------------- | -------------------------- | ------------------ | ------------------ | --------------- | --------------- |
| Wahlberechtigte            | Wahlberechtigte            | 72.566             | 100,0              | 72.566          | 100,0           |
| Wähler                     | Wähler                     | 43.486             | 59,9               | 43.486          | 59,9            |
| Ungültige Stimmen          | Ungültige Stimmen          | 1.439              | 3,3                | 1.089           | 2,5             |
| Gültige Stimmen            | Gültige Stimmen            | 42.047             | 100,0              | 42.405          | 100,0           |
| davon                      |                            |                    |                    |                 |                 |
| Gudrun Osterburg           | CDU                        | 17.333             | 41,2               | 15.033          | 35,5            |
| Andrea Ypsilanti           | SPD                        | 9.717              | 23,1               | 8.750           | 20,6            |
| Thilo Müller               | FDP                        | 5.287              | 12,6               | 6.921           | 16,3            |
| Helmut Ulshöfer            | GRÜNE                      | 6.550              | 15,6               | 6.966           | 16,4            |
| Janine Wissler             | LINKE                      | 2.413              | 5,7                | 3.012           | 7,1             |
| Michael Langer             | REP                        | 334                | 0,8                | 248             | 0,6             |
| –                          | FW                         | –                  | –                  | 790             | 1,9             |
| Jörg Krebs                 | NPD                        | 413                | 1,0                | 377             | 0,9             |
| –                          | PIRATEN                    | –                  | –                  | 231             | 0,5             |
| –                          | BüSo                       | –                  | –                  | 77              | 0,2             |

Neben Gudrun Osterburg als Gewinnerin des Direktmandats sind aus dem Wahlkreis noch Andrea Ypsilanti und Janine Wissler über die Landeslisten in den Landtag eingezogen.
Die langjährige Frankfurter Abgeordnete Gudrun Osterburg legte zum 31. Januar 2012 ihr Landtagsmandat nieder. Sie begründete ihr Ausscheiden aus dem Hessischen Landtag auch mit gesundheitlichen Gründen. Ihr Nachfolger im Wahlkreis ist der Frankfurter CDU-Stadtverordnete Jan Schneider. Der 30-jährige Jurist gehört seit 2006 der CDU-Stadtverordnetenfraktion an.

## Wahl 2008
| Gegenstand der Nachweisung | Gegenstand der Nachweisung | Wahlkreis- stimmen | Wahlkreis- stimmen | Landes- stimmen | Landes- stimmen |
| Bewerber                   | Partei                     | Anzahl             | %                  | Anzahl          | %               |
| -------------------------- | -------------------------- | ------------------ | ------------------ | --------------- | --------------- |
| Wahlberechtigte            | Wahlberechtigte            | 71.803             | 100,0              | 71.803          | 100,0           |
| Wähler                     | Wähler                     | 45.262             | 63,0               | 45.262          | 63,0            |
| Ungültige Stimmen          | Ungültige Stimmen          | 957                | 2,1                | 870             | 1,9             |
| Gültige Stimmen            | Gültige Stimmen            | 44.305             | 100,0              | 44.392          | 100,0           |
| davon                      |                            |                    |                    |                 |                 |
| Gudrun Osterburg           | CDU                        | 16.571             | 37,4               | 16.156          | 36,4            |
| Andrea Ypsilanti           | SPD                        | 18.144             | 41,0               | 14.651          | 33,0            |
| Helmut Ulshöfer            | GRÜNE                      | 2.496              | 5,6                | 4.351           | 9,8             |
| Thilo Müller               | FDP                        | 3.239              | 7,3                | 4.345           | 9,8             |
| Michael Langer             | REP                        | 525                | 1,2                | 453             | 1,0             |
| Hannelore Jansen           | Tierschutzpartei           | 506                | 1,1                | 350             | 0,8             |
| –                          | BüSo                       | –                  | –                  | 25              | 0,1             |
| –                          | PSG                        | –                  | –                  | 20              | 0,0             |
| –                          | Volksabstimmung            | –                  | –                  | 60              | 00,1            |
| –                          | GRAUE                      | –                  | –                  | 108             | 00,2            |
| Janine Wissler             | LINKE                      | 1.884              | 4,3                | 2.837           | 6,4             |
| –                          | Die Violetten              | –                  | –                  | 55              | 00,1            |
| –                          | FAMILIE                    | –                  | –                  | 97              | 00,2            |
| Rainer Drephal             | FW                         | 556                | 1,3                | 381             | 0,9             |
| Jörg Krebs                 | NPD                        | 362                | 0,8                | 353             | 0,8             |
| Sami Saremi                | WDB                        | 22                 | 0,0                | –               | –               |
| –                          | PIRATEN                    | –                  | –                  | 140             | 00,3            |
| –                          | UB                         | –                  | –                  | 10              | 00,0            |

## Wahl 2003
| Gegenstand der Nachweisung | Gegenstand der Nachweisung | Wahlkreis- stimmen | Wahlkreis- stimmen | Landes- stimmen | Landes- stimmen |
| Bewerber                   | Partei                     | Anzahl             | %                  | Anzahl          | %               |
| -------------------------- | -------------------------- | ------------------ | ------------------ | --------------- | --------------- |
| Wahlberechtigte            | Wahlberechtigte            | 68.134             | 100,0              | 68.134          | 100,0           |
| Wähler                     | Wähler                     | 42.022             | 61,7               | 42.022          | 61,7            |
| Ungültige Stimmen          | Ungültige Stimmen          | 1.043              | 2,5                | 771             | 1,8             |
| Gültige Stimmen            | Gültige Stimmen            | 40.979             | 100,0              | 41.251          | 100,0           |
| davon                      |                            |                    |                    |                 |                 |
| Gudrun Osterburg           | CDU                        | 20.833             | 50,8               | 9.567           | 47,4            |
| Andrea Ypsilanti           | SPD                        | 13.160             | 32,1               | 11.176          | 27,1            |
| ?                          | GRÜNE                      | 3.654              | 8,9                | 5.189           | 12,6            |
| ?                          | FDP                        | 2.402              | 5,9                | 3.409           | 8,3             |
| –                          | REP                        | –                  | –                  | 491             | 1,2             |
| ?                          | Tierschutzpartei           | 930                | 2,3                | 424             | 1,0             |
| –                          | DIE FRAUEN                 | –                  | –                  | 95              | 0,2             |
| –                          | PBC                        | –                  | –                  | 62              | 0,2             |
| –                          | DKP                        | –                  | –                  | 122             | 0,3             |
| –                          | ödp                        | –                  | –                  | 46              | 0,1             |
| –                          | BüSo                       | –                  | –                  | 23              | 0,1             |
| –                          | FAG Hessen                 | –                  | –                  | 390             | 0,9             |
| –                          | PSG                        | –                  | –                  | 14              | 0,0             |
| –                          | Schill                     | –                  | –                  | 243             | 0,6             |

## Wahl 1999
| Gegenstand der Nachweisung | Gegenstand der Nachweisung | Wahlkreis- stimmen | Wahlkreis- stimmen | Landes- stimmen | Landes- stimmen |
| Bewerber                   | Partei                     | Anzahl             | %                  | Anzahl          | %               |
| -------------------------- | -------------------------- | ------------------ | ------------------ | --------------- | --------------- |
| Wahlberechtigte            | Wahlberechtigte            | 66.800             | 100,0              | 66.800          | 100,0           |
| Wähler                     | Wähler                     | 43.444             | 65,0               | 43.444          | 65,0            |
| Ungültige Stimmen          | Ungültige Stimmen          | 782                | 1,8                | 667             | 1,5             |
| Gültige Stimmen            | Gültige Stimmen            | 42.662             | 100,0              | 42.777          | 100,0           |
| davon                      |                            |                    |                    |                 |                 |
| Gudrun Osterburg           | CDU                        | 20.514             | 48,1               | 19.551          | 45,7            |
| Andrea Ypsilanti           | SPD                        | 16.052             | 37,6               | 14.833          | 34,7            |
| ?                          | GRÜNE                      | 2.947              | 6,9                | 3.977           | 9,3             |
| ?                          | F.D.P.                     | 1.667              | 3,9                | 2.314           | 5,4             |
| ?                          | REP                        | 1.263              | 3,0                | 1.159           | 2,7             |
| –                          | Die Tierschutzpartei       | –                  | –                  | 236             | 0,6             |
| –                          | DIE FRAUEN                 | –                  | –                  | 142             | 0,3             |
| –                          | PASS                       | –                  | –                  | 36              | 0,1             |
| –                          | DKP                        | –                  | –                  | 68              | 0,2             |
| ?                          | BüSo                       | 79                 | 0,2                | 27              | 0,1             |
| –                          | FWG                        | –                  | –                  | 42              | 0,1             |
| –                          | PBC                        | –                  | –                  | 54              | 0,1             |
| –                          | DHP                        | –                  | –                  | 13              | 0,0             |
| –                          | NATURGESETZ                | –                  | –                  | 55              | 0,1             |
| –                          | ödp                        | –                  | –                  | 33              | 0,1             |
| –                          | NPD                        | –                  | –                  | 79              | 0,2             |
| ?                          | BFB-Die Offensive          | 140                | 0,3                | 158             | 0,4             |

## Wahl 1995
| Gegenstand der Nachweisung | Gegenstand der Nachweisung | Wahlkreis- stimmen | Wahlkreis- stimmen | Landes- stimmen | Landes- stimmen |
| Bewerber                   | Partei                     | Anzahl             | %                  | Anzahl          | %               |
| -------------------------- | -------------------------- | ------------------ | ------------------ | --------------- | --------------- |
| Wahlberechtigte            | Wahlberechtigte            | 66.632             | 100,0              | 66.632          | 100,0           |
| Wähler                     | Wähler                     | 43.553             | 65,4               | 43.553          | 65,4            |
| Ungültige Stimmen          | Ungültige Stimmen          | 849                | 1,9                | 968             | 2,2             |
| Gültige Stimmen            | Gültige Stimmen            | 42.704             | 100,0              | 42.585          | 100,0           |
| davon                      |                            |                    |                    |                 |                 |
| Rita Streb-Hesse           | SPD                        | 14.901             | 34,7               | 13.431          | 31,5            |
| Petra Roth                 | CDU                        | 20.062             | 47,0               | 18.049          | 42,2            |
| ?                          | GRÜNE                      | 4.232              | 9,9                | 5.428           | 12,7            |
| ?                          | F.D.P.                     | 1.571              | 3,7                | 3.208           | 7,5             |
| ?                          | ÖDP                        | 188                | 0,4                | 127             | 0,3             |
| –                          | GRAUE                      | –                  | –                  | 234             | 0,5             |
| ?                          | REP                        | 1.240              | 2,9                | 1.274           | 3,0             |
| –                          | Solidarität                | –                  | –                  | 6               | 0,0             |
| –                          | APD                        | –                  | –                  | 95              | 0,2             |
| –                          | DKP                        | –                  | –                  | 59              | 0,1             |
| ?                          | NPD                        | 126                | 0,3                | 97              | 0,2             |
| –                          | DHP                        | –                  | –                  | 14              | 0,0             |
| –                          | f.NEP                      | –                  | –                  | 25              | 0,1             |
| –                          | NATURGESETZ                | –                  | –                  | 73              | 0,2             |
| ?                          | BFB                        | 293                | 0,7                | 247             | 0,6             |
| –                          | PBC                        | –                  | –                  | 67              | 0,2             |
| ?                          | STATT Partei               | 191                | 0,4                | 151             | 0,4             |

## Wahl 1991
| Gegenstand der Nachweisung | Gegenstand der Nachweisung | Wahlkreis- stimmen | Wahlkreis- stimmen | Landes- stimmen | Landes- stimmen |
| Bewerber                   | Partei                     | Anzahl             | %                  | Anzahl          | %               |
| -------------------------- | -------------------------- | ------------------ | ------------------ | --------------- | --------------- |
| Wahlberechtigte            | Wahlberechtigte            | 69.859             | 100,0              | 69.859          | 100,0           |
| Wähler                     | Wähler                     | 46.975             | 67,2               | 46.975          | 67,2            |
| Ungültige Stimmen          | Ungültige Stimmen          | 861                | 1,8                | 694             | 1,5             |
| Gültige Stimmen            | Gültige Stimmen            | 46.114             | 100,0              | 46.281          | 100,0           |
| davon                      |                            |                    |                    |                 |                 |
| Petra Roth                 | CDU                        | 22.007             | 47,7               | 21.074          | 45,5            |
| Rita Streb-Hesse           | SPD                        | 17.481             | 37,9               | 16.030          | 34,6            |
| ?                          | GRÜNE                      | 3.241              | 7,0                | 4.332           | 9,4             |
| ?                          | F.D.P.                     | 2.640              | 5,7                | 3.196           | 6,9             |
| –                          | REP                        | –                  | –                  | 959             | 2,1             |
| ?                          | DIE GRAUEN                 | 745                | 1,6                | 452             | 1,0             |
| –                          | ÖDP                        | –                  | –                  | 134             | 0,3             |
| –                          | PBC                        | –                  | –                  | 104             | 0,2             |

## Wahl 1987
|                   | Partei            | Anzahl | %     |
| ----------------- | ----------------- | ------ | ----- |
| Wahlberechtigte   | Wahlberechtigte   | 70.630 | 100,0 |
| Wähler            | Wähler            | 54.658 | 77,4  |
| Ungültige Stimmen | Ungültige Stimmen | 582    | 1,1   |
| Gültige Stimmen   | Gültige Stimmen   | 54.076 | 100,0 |
| davon             |                   |        |       |
| Ute Hochgrebe     | SPD               | 19.877 | 36,8  |
| Petra Roth        | CDU               | 24.540 | 45,4  |
| ?                 | F.D.P.            | 3.508  | 6,5   |
| ?                 | GRÜNE             | 5.833  | 10,8  |
| ?                 | DKP               | 137    | 0,3   |
| ?                 | ÖDP               | 181    | 0,3   |

## Wahl 1983
|                    | Partei            | Anzahl | %     |
| ------------------ | ----------------- | ------ | ----- |
| Wahlberechtigte    | Wahlberechtigte   | 70.318 | 100,0 |
| Wähler             | Wähler            | 56.538 | 80,4  |
| Ungültige Stimmen  | Ungültige Stimmen | 507    | 0,9   |
| Gültige Stimmen    | Gültige Stimmen   | 56.031 | 100,0 |
| davon              |                   |        |       |
| Ludwig Seiboldt    | CDU               | 22.827 | 40,4  |
| Alfred Gebhardt    | SPD               | 24.859 | 44,4  |
| Bernhard Messinger | GRÜNE             | 3.899  | 7,0   |
| Susanne Huebener   | F.D.P.            | 3.756  | 6,7   |
| Hans Löffler       | DKP               | 165    | 0,3   |
| Klaus-Peter Wagner | LD                | 250    | 0,4   |
| Dieter Storck      | DS                | 60     | 0,1   |
| Andrea Kaestner    | EAP               | 23     | 0,0   |
| Klaus Müller       | AAR               | 192    | 0,3   |

## Bisherige Abgeordnete
Direkt gewählte Abgeordnete des Wahlkreises Frankfurt am Main VI waren:
| Jahr | Direktkandidat   | Partei | Erststimmen in % |
| ---- | ---------------- | ------ | ---------------- |
| 2018 | Boris Rhein      | CDU    | 28,3             |
| 2013 | Boris Rhein      | CDU    | 42,8             |
| 2009 | Gudrun Osterburg | CDU    | 41,2             |
| 2008 | Andrea Ypsilanti | SPD    | 41,0             |
| 2003 | Gudrun Osterburg | CDU    | 50,8             |
| 1999 | Gudrun Osterburg | CDU    | 48,1             |
| 1995 | Petra Roth       | CDU    | 47,0             |
| 1991 | Petra Roth       | CDU    | 47,7             |
| 1987 | Petra Roth       | CDU    | 45,4             |
| 1983 | Alfred Gebhardt  | SPD    | 44,4             |
| 1982 | Ludwig Seiboldt  | CDU    | 46,0             |